# Johann Hieronymus Chemnitz
Pour les articles homonymes, voir Chemnitz (homonymie).

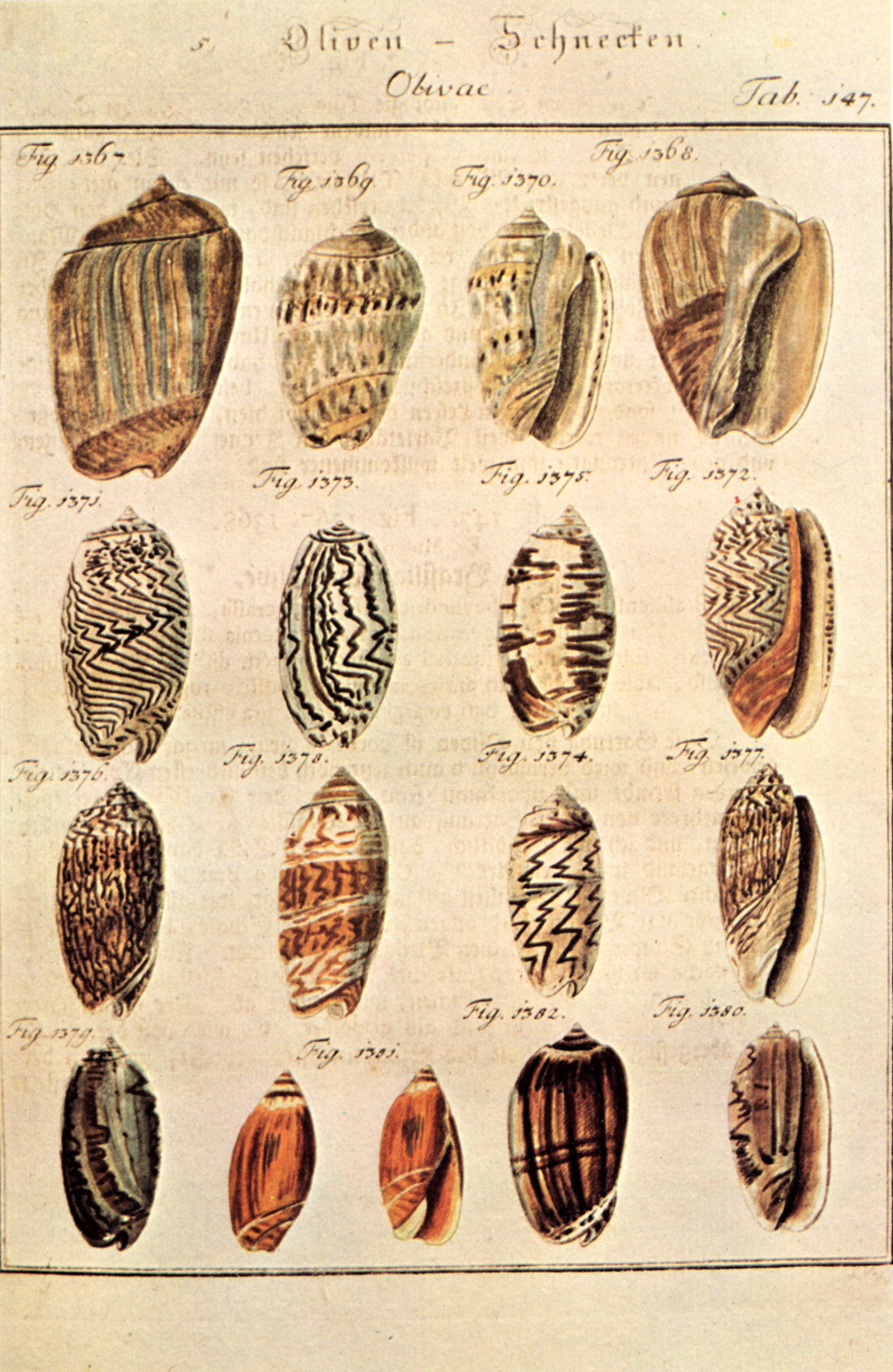
Planche représentant des Olividae extraite de Neues systematisches Conchylien-Cabinet

Johann Hieronymus Chemnitz est un homme d’église et un conchyliologiste prussien, né en 1730 et mort en 1800.

## Biographie
Il continue l’œuvre de Friedrich Wilhelm Martini (1729-1778), Neues systematisches Conchylien-Cabinet. Chemnitz ajoute aux trois volumes précédemment parus huit nouveaux volumes en 1779 et 1795. Bien que les deux auteurs n’utilisent pas le système binomial, ils sont considérés comme les auteurs de nombreuses espèces qu’ils figurent. Chemnitz utilise de nombreux spécimens tirés du cabinet de curiosités du roi du Danemark dont le conservateur est Lorenz Spengler.
Chemnitz commence à rassembler une collection de coquillages sectionnés avant de collectionner des coquilles entières. Son maître et protecteur est Christian Hee Hwass.